# Patinação artística nos Jogos Olímpicos de Inverno de 1994 - Dança no gelo
A competição de dança no gelo da patinação artística nos Jogos Olímpicos de Inverno de 1994 foi disputado entre 21 duplas.

## Medalhistas
| Ouro   | RUS Oksana Grishuk / Evgeny Platov   |
| Prata  | RUS Maya Usova / Alexander Zhulin    |
| Bronze | GBR Jayne Torvill / Christopher Dean |

## Resultados
| #                 | Nome                                      | País                | CD1 | CD2 | OD | FD | TFP  |
| ----------------- | ----------------------------------------- | ------------------- | --- | --- | -- | -- | ---- |
| Medalha de ouro   | Oksana Grishuk / Evgeny Platov            | RUS Rússia          | 2   | 1   | 3  | 1  | 3.4  |
| Medalha de prata  | Maya Usova / Alexander Zhulin             | RUS Rússia          | 1   | 2   | 2  | 2  | 3.8  |
| Medalha de bronze | Jayne Torvill / Christopher Dean          | GBR Grã-Bretanha    | 3   | 3   | 1  | 3  | 4.8  |
| 4                 | Susanna Rahkamo / Petri Kokko             | FIN Finlândia       | 4   | 4   | 4  | 4  | 8.0  |
| 5                 | Sophie Moniotte / Pascal Lavanchy         | FRA França          | 5   | 5   | 5  | 5  | 10.0 |
| 6                 | Anjelika Krylova / Vladimir Fedorov       | RUS Rússia          | 6   | 6   | 6  | 6  | 12.0 |
| 7                 | Irina Romanova / Igor Yaroshenko          | UKR Ucrânia         | 7   | 7   | 7  | 7  | 14.0 |
| 8                 | Katerina Mrazova / Martin Simecek         | CZE República Checa | 8   | 8   | 8  | 8  | 16.0 |
| 9                 | Jennifer Goolsbee / Hendryk Schamberger   | GER Alemanha        | 9   | 9   | 9  | 9  | 18.0 |
| 10                | Shae-Lynn Bourne / Victor Kraatz          | CAN Canadá          | 10  | 10  | 10 | 10 | 20.0 |
| 11                | Tatiana Navka / Samuel Gezolian           | BLR Bielorrússia    | 11  | 11  | 11 | 11 | 22.0 |
| 12                | Margarita Drobiazko / Povilas Vanagas     | LTU Lituânia        | 13  | 13  | 12 | 12 | 24.4 |
| 13                | Aliki Stergiadu / Juris Razgulaevs        | UZB Uzbequistão     | 12  | 12  | 12 | 13 | 25.0 |
| 14                | Berangere Nau / Luc Moneger               | FRA França          | 15  | 15  | 15 | 14 | 29.0 |
| 15                | Elizabeth Punsalan / Jerod Swallow        | USA Estados Unidos  | 14  | 14  | 14 | 15 | 29.0 |
| 16                | Radmilla Chrobokova / Milan Brzy          | CZE República Checa | 16  | 16  | 16 | 16 | 32.0 |
| 17                | Agnieszka Domanska / Marcin Glowacki      | POL Polônia         | 18  | 18  | 18 | 17 | 35.0 |
| 18                | Elisaveta Stekolnikova / Dmitri Kazarliga | KAZ Cazaquistão     | 18  | 18  | 18 | 17 | 35.0 |
| 19                | Svetlana Chernikova / Alexandr Sosnenko   | UKR Ucrânia         | 19  | 19  | 19 | 19 | 38.0 |
| 20                | Eniko Berkes / Szilard Toth               | HUN Hungria         | 20  | 20  | 20 | 20 | 40.0 |
| 21                | Dinara Nurdbaeva / Muslim Settarov        | UZB Uzbequistão     | 21  | 21  | 21 | 21 | 42.0 |

Legenda
| Recorde mundial      | Recorde mundial (World record)               |                       | Recorde africano                      | Recorde africano (African) |                                           | Q | Classificado por posição (Qualified) |
| Recorde olímpico     | Recorde olímpico (Olympic record)            | Recorde da América    | Recorde da América (Americas)         | q                          | Classificado por melhor tempo (Qualified) |   |                                      |
| Melhor marca do ano  | Melhor marca do ano (World leading)          | Recorde asiático      | Recorde asiático (Asian)              | DNS                        | Não largou (Did not start)                |   |                                      |
| Recorde nacional     | Recorde nacional (National record)           | Recorde europeu       | Recorde europeu (European)            | DNF                        | Não terminou (Did not finish)             |   |                                      |
| Recorde pessoal      | Recorde pessoal do atleta (Personal best)    | Recorde da Oceania    | Recorde da Oceania (Oceania)          | DSQ / DQ                   | Desclassificado (Disqualified)            |   |                                      |
| Recorde da temporada | Recorde da temporada do atleta (Season best) | Recorde sul-americano | Recorde sul-americano (South America) | NM                         | Sem marca (No mark)                       |   |                                      |